# Olympische Winterspiele 1992/Teilnehmer (Brasilien)
| Gelbes Symbol für Goldmedaillen mit stilisierten Olympischen Ringen | Graues Symbol für Silbermedaillen mit stilisierten Olympischen Ringen | Braundes Symbol für Bronzemedaillen mit stilisierten Olympischen Ringen |
| ------------------------------------------------------------------- | --------------------------------------------------------------------- | ----------------------------------------------------------------------- |
| —                                                                   | —                                                                     | —                                                                       |

Brasilien nahm an den Olympischen Winterspielen 1992 im französischen Albertville mit sieben Athleten teil.
Es war die erste Teilnahme Brasiliens an Olympischen Winterspielen.

## Teilnehmer nach Sportarten

### Ski alpin
- Marcelo Apovian
Männer, Super-G: 1:27,87 min (→ 76.)
Männer, Riesenslalom: 2:48,04 min (→ 73.)
Männer, Slalom: DNF

- Robert Scott Detlof
Männer, Slalom: 3:18,58 min (→ 63.)

- Hans Egger
Männer, Super-G: 1:35,88 min (→ 86.)
Männer, Riesenslalom: DNF
Männer, Slalom: 2:24,51 min (→ 48.)

- Fábio Igel
Männer, Riesenslalom: DNF

- Lothar Christian Munder
Männer, Abfahrt: 2:07,34 min (→ 41.)
Männer, Super-G: 1:21,07 min (→ 55.)
Männer, Kombination: DNF

- Evelyn Schuler
Frauen, Super-G: 1:48,74 min (→ 46.)
Frauen, Riesenslalom: 2:58,32 min (→ 40.)

- Sérgio Schuler
Männer, Super-G: 1:27,41 min (→ 75.)
Männer, Riesenslalom: 2:42,61 min (→ 46.)
Männer, Slalom: DNF